# ایمی ون دایکن
ایمی ون دایکن (به انگلیسی: Amy Van Dyken) شناگر زن اهل ایالات متحده آمریکا است که در بین سال‌های ۱۹۹۶ تا ۲۰۰۰ میلادی در مسابقات بازی‌های المپیک تابستانی در مجموع ۶ مدال طلا را کسب کرد.